# Großfriesen
Großfriesen ist ein Stadtteil von Plauen im Stadtgebiet Ost. Der Ortsteil ist identisch mit der Gemarkung Großfriesen und stellt eine Ortschaft Plauens dar.

## Geographie
Großfriesen liegt im Osten Plauens und grenzt an fünf weitere Stadtteile Plauens und an drei Ortsteile zweier Gemeinden des Vogtlandkreises.
| Kleinfriesen                | Neuensalz (Gemeinde Neuensalz)              | Mechelgrün (Gemeinde Neuensalz) |
| Tauschwitz, Reusa mit Sorga | Kompassrose, die auf Nachbargemeinden zeigt | Theuma (Gemeinde Theuma)        |
| Stöckigt                    | Oberlosa, Schloditz (Gemeinde Tirpersdorf)  |                                 |

Die Fläche der Ortschaft besteht zu 77,4 % aus Landwirtschaftlicher Nutzfläche und zu 14 % aus Wald. Die restliche Fläche sind Straßen, Wohn- und Industrieflächen.

## Geschichte

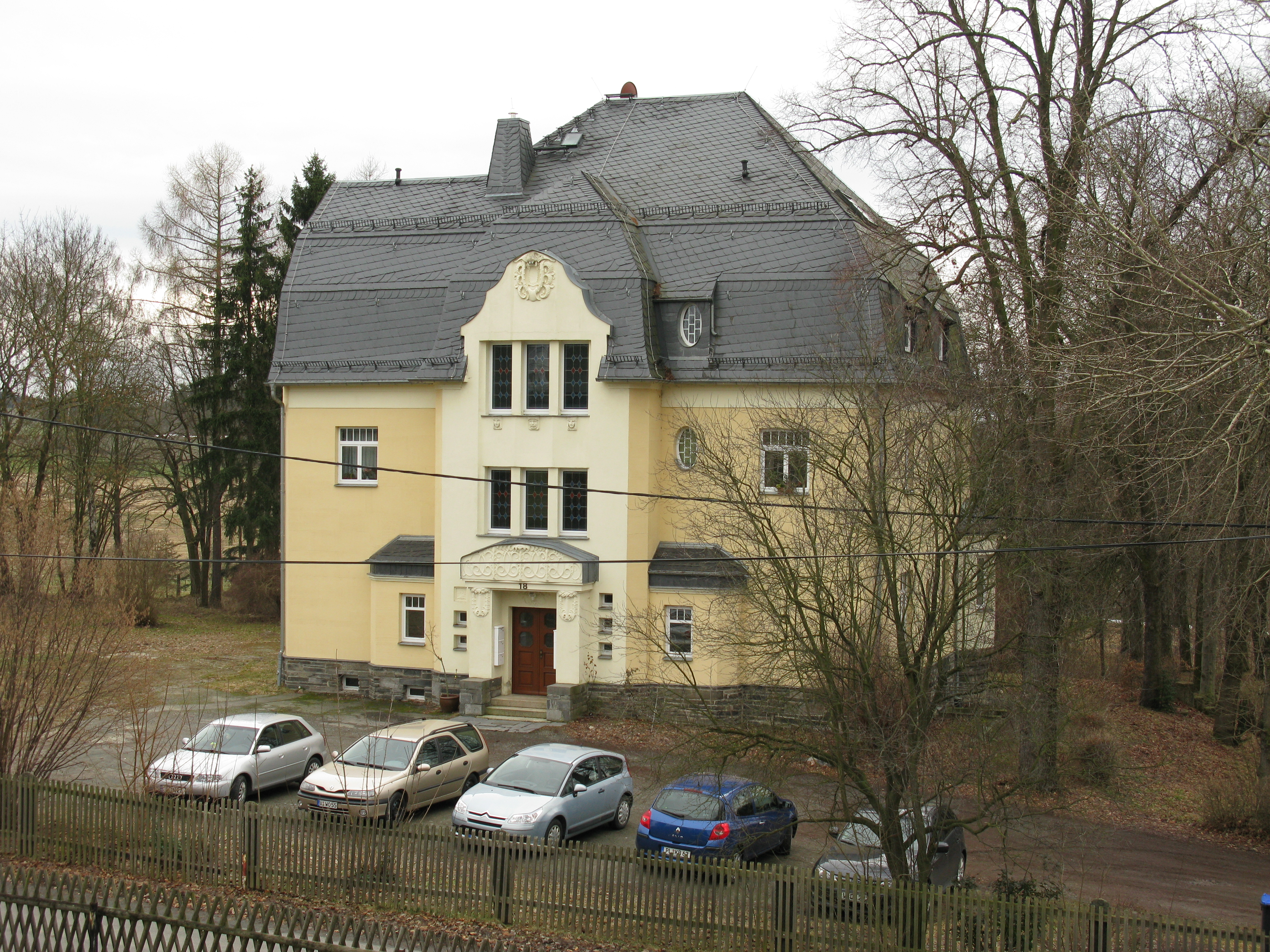
Denkmalgeschützte Villa am Theumaer Weg

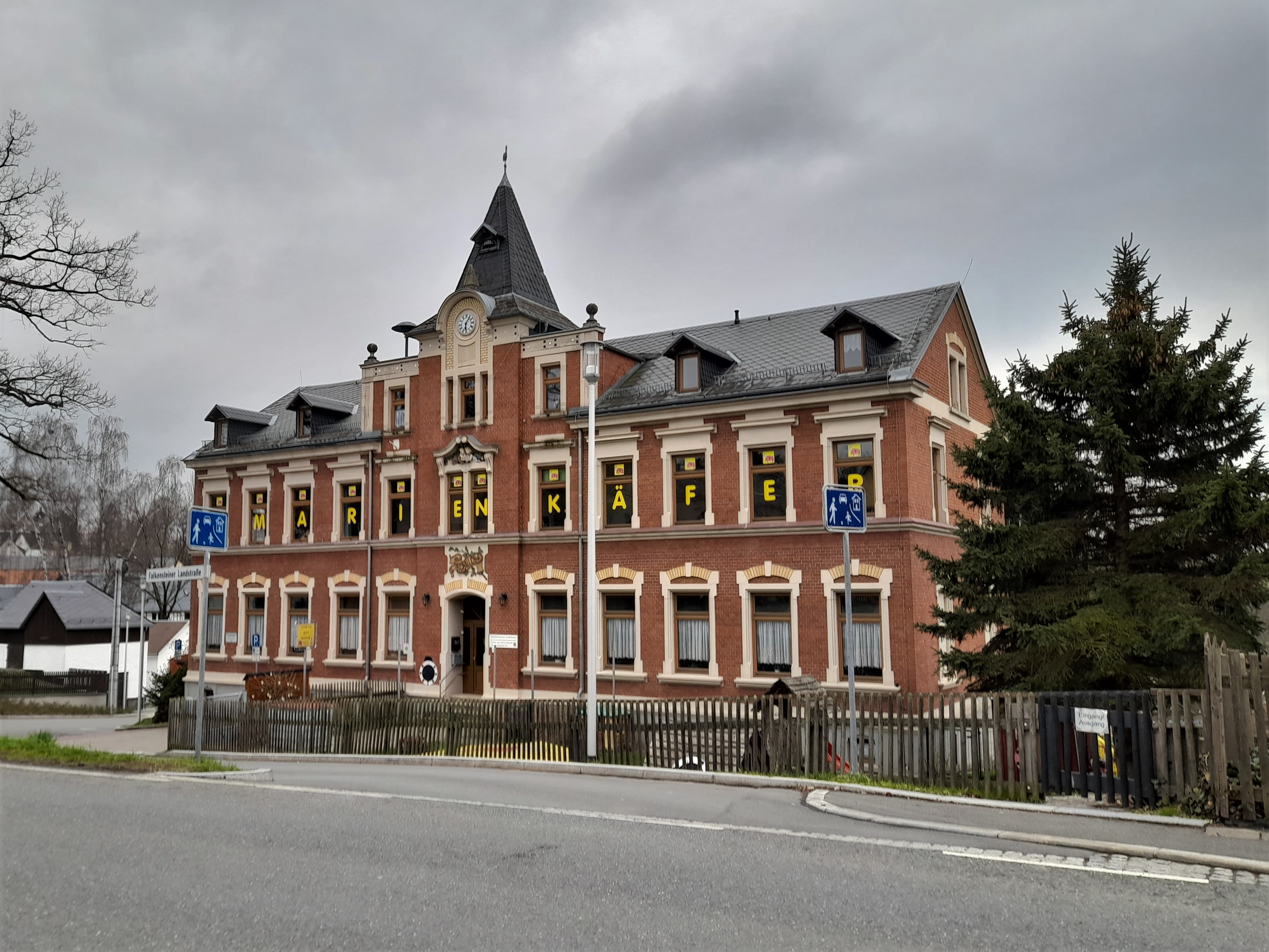
Ehemalige Schule Großfriesen

Der Ort wurde 1267 als „Magno Vrizen“ erwähnt. Es handelte sich um ein erweitertes Platzdorf in Blockflur. Der Ort gehörte bis ins 19. Jahrhundert zum Amt Plauen, danach zur Amtshauptmannschaft Plauen und anschließend zum Landkreis Plauen, bis er im Zuge der Kreisreform am 1. Januar 1996 in die damals noch kreisfreie Stadt Plauen eingemeindet wurde.

### Einwohnerentwicklung
Entwicklung der Einwohnerzahl
:
| - 1557: 020 besessene Mann - 1764: 024 besessene Mann, 3 Häusler, 3 Gärtner, 7 9/10 Hufen je 30 Scheffel - 1834: 327 - 1871: 502 - 1890: 564 - 1910: 794 | - 1925: 792 - 1939: 832 - 1946: 924 - 1950: 857 - 1964: 722 - 1990: 536 | - 1991: 533 - 1992: 533 - 1993: 555 - 1994: 646 - 1995: 693 - 2002: 748 |

## Politik

### Ortschaftsrat
Der Ortschaftsrat besteht seit der letzten Wahl am 26. Mai 2019 aus 8 Mitgliedern mit Vertretern Freien Wählergemeinschaft Großfriesen und der CDU.
Ehrenamtlicher Ortsvorsteher ist Wolf-Rüdiger Ruppin (CDU).
Die Ortschaftsratswahlen von 1999 bis 2019 hatten folgende Ergebnisse (zum Vergleich ist auch noch die letzte Wahl zum Gemeinderat 1994 mit aufgeführt):
| Parteien und Wählergemeinschaften | Parteien und Wählergemeinschaften           | 2019 | 2019  | 2014 | 2014  | 2009 | 2009  | 2004 | 2004  | 1999 | 1999  | 1994 | 1994  |
| Parteien und Wählergemeinschaften | Parteien und Wählergemeinschaften           | %    | Sitze | %    | Sitze | %    | Sitze | %    | Sitze | %    | Sitze | %    | Sitze |
| FWG                               | Freie Wählergemeinschaft Großfriesen        | 58,9 | 5     | 45,2 | 4     | 48,6 | 4     | 84,8 | 8     | 100  | 9     | 13,3 | 1     |
| CDU                               | Christlich Demokratische Union Deutschlands | 41,1 | 3     | 42,9 | 2     | 51,4 | 3     | 15,2 | 1     | --   | --    | --   | --    |
| B’90/Grüne                        | Bündnis 90/Die Grünen                       | --   | --    | 12,0 | 1     | --   | --    | --   | --    | --   | --    | --   | --    |
| FBV G                             | Freie Bürgervereinigung Großfriesen         | --   | --    | --   | --    | --   | --    | --   | --    | --   | --    | 71,5 | 8     |
| EIG                               | VfB Elektronik Großfriesen                  | --   | --    | --   | --    | --   | --    | --   | --    | --   | --    | 15,2 | 1     |
| Gesamt                            | Gesamt                                      | 100  | 8     | 100  | 7     | 100  | 7     | 100  | 9     | 100  | 9     | 100  | 10    |
| Wahlbeteiligung in %              | Wahlbeteiligung in %                        | 73,0 | 73,0  | 58,2 | 58,2  | 47,3 | 47,3  | 43,0 | 43,0  | 53,5 | 53,5  | 83,6 | 83,6  |

1. ↑  1994 fand die letzte Wahl zum Gemeinderat der damals noch selbstständigen Gemeinde statt.
2. ↑  1994 „Freie Wählervereinigung Großfriesen (FWV G)“
3. ↑  1999 trat nur die FWG zur Wahl an.
4. ↑  Die CDU hätte dem Wahlergebnis entsprechend mehr Ortschaftsräte stellen können, war aber nur mit zwei Kandidaten angetreten.

## Wirtschaft und Infrastruktur

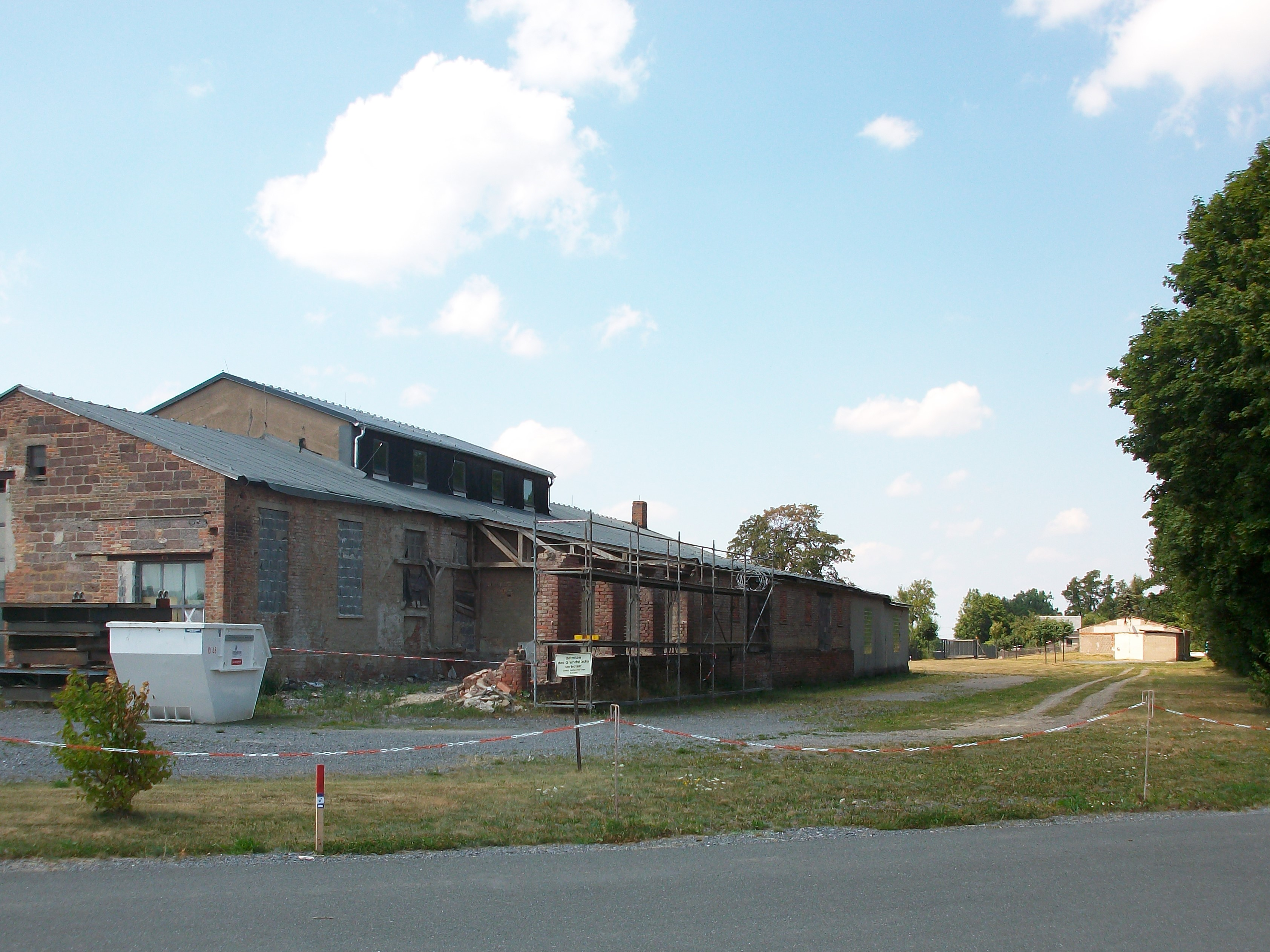
Haltestelle Großfriesen (2018)

### Verkehr
An der westlichen Grenze der Ortschaft verläuft die Autobahn 72, die gleichzeitig als Europastraße 441 gilt. Durch die Ortschaft führt die Staatsstraße S 312, die die Bundesstraßen B 173 und B 169 verbindet. Zwischen 1923 und 1971 besaß Großfriesen eine Haltestelle an der Bahnstrecke Lottengrün–Plauen.
Großfriesen ist über die PlusBus-Linie 70 des Verkehrsverbunds Vogtland im Stundentakt mit Plauen, Rodewisch und Auerbach verbunden.